# Латваярви (озеро, Суоярвский район)
Ла́твая́рви (фин. Latvajärvi) — озеро на территории Лоймольского сельского поселения Суоярвского района Республики Карелия.

## Общие сведения
Площадь озера — 0,6 км², площадь водосборного бассейна — 4,1 км². Располагается на высоте 187,3 метров над уровнем моря.
Форма озера лопастная, продолговатая: вытянуто с севера на юг. Берега каменисто-песчаные, местами заболоченные.
Из южной оконечности озера вытекает ручей, втекающий в озеро Ковероярви, откуда через озеро Муаннонъярви воды озера попадают в реку Муаннонйоки.
В озере расположен один остров без названия.
Населённые пункты возле озера отсутствуют. Ближайший — посёлок Лоймола — расположен в 26 км к юго-востоку от озера.
Название озера переводится с финского языка как «верхнее озеро».
Код объекта в государственном водном реестре — 01040300211102000013827.